# كيف كان الأمر مع العذاب
كيف كان الأمر مع العذاب هو كتاب للأطفال يمليه ابنها الصغير زان هوبكرافت على كارول كوثرا هوبكرافت. يحكي الكتاب قصة حقيقية لصداقة الصبي الصغير مع الفهد اليتيم في مزرعة العائلة في كينيا. قدمت كارول هوبكرافت، مصورة الحياة البرية صورًا للكتاب، بينما قام ابنها برسم رسوم توضيحية. نُشر في عام 1997 من قبل مارغريت ك. ماكلديري وهي قسم من سايمون اند شوستر. (64 صفحة،(ردمك 0-689-81091-1) )     حول الكتاب بشكل فضفاض إلى فيلم في عام 2005، تحت عنوان دوما. 

## الروابط الخارجية
- How It Was with Dooms في كتب جوجل